# Melithaea philippinensis
Melithaea philippinensis is een zachte koraalsoort uit de familie Melithaeidae. De koraalsoort komt uit het geslacht Melithaea. Melithaea philippinensis werd in 1889 voor het eerst wetenschappelijk beschreven door Wright & Studer. 